# Scalping (trading)
El scalping es una estrategia de trading que implica comprar y vender instrumentos financieros rápidamente. Los traders que operan siguiendo este método, a menudo buscan generar pequeñas ganancias en cada transacción y mantener sus posiciones por un corto período de tiempo.
Si bien el scalping puede ser rentable, también es una táctica de alto riesgo puesto que con frecuencia requiere juicios apresurados con pocas oportunidades para el análisis de mercado. Por lo tanto, los operadores que se dedican a operar haciendo Scalping, deben estar muy bien informados sobre los movimientos de mercado y los instrumentos financieros que están operando. También deben tener autocontrol emocional porque el scalping puede llegar a ser una actividad de alto estrés dado el marco temporal en que se mueve.

## Origen
El término "scalping" proviene de "arrancar el cabello". Sin embargo, su significado metafórico más amplio en términos de trading tiene que ver con "rascar la superficie".
Un scalper de libro es un trader que toma posiciones de 20,000 € o 30,000 €, las mantiene durante un período corto de tiempo, para acto seguido salir del mercado al obtener un valor de 200 € a 500 € a su favor.
Aunque pueda parecer dinero instantáneo, ganar dinero regularmente requiere un análisis exhaustivo, que en general se refiere a análisis técnico.

## Cómo funciona
Scalping es el marco de tiempo más corto de operativa dentro del trading y por ende explota pequeños cambios en los precios de las divisas. Este procedimiento permite obtener ganancias incluso cuando la oferta y la demanda no se mueven apenas, siempre que haya traders que estén dispuestos a aceptar los precios del mercado. Normalmente implica establecer y liquidar una posición rápidamente, generalmente en minutos o incluso segundos.
La ganancia de cada transacción se basa solo en unos pocos pips (puntos básicos), por lo que el scalping generalmente se lleva a cabo cuando hay grandes cantidades de capital y un alto apalancamiento o hay pares de divisas donde el margen de oferta y demanda es estrecho

## Principios

##### Los spreads son ganancias así como costes
Los mercados bursátiles operan en un sistema basado en la oferta y demanda. La diferencia numérica entre los precios de oferta y demanda se denomina diferencial o spread. Los precios ask son precios de ejecución inmediata (demanda) para compradores rápidos; los precios de bid son precios de ejecución inmediata (oferta) para vendedores rápidos.
Si una operación se ejecuta a precios de mercado, cerrar esa operación inmediatamente sin hacer cola no devolvería al vendedor la cantidad pagada debido a la diferencia entre oferta y demanda. El diferencial puede verse como ganancias o costos de trading según las diferentes partes y la estrategia de elección.
Por un lado, los operadores que no desean poner en cola su orden, sino que pagan el precio de mercado, pagan los diferenciales (costes). Mientras que los operadores que desean hacer cola y esperar la ejecución, reciben un beneficios de los diferenciales (ganancias). Algunas estrategias de transacciones diarias intentan capturar el diferencial como ganancias adicionales, o incluso las únicas, para transacciones exitosas.

##### Menor exposición, menores riesgos
Los especuladores solo están expuestos en un período relativamente corto, ya que no mantienen posiciones durante la noche. A medida que disminuye el período que se mantiene, disminuyen las posibilidades de encontrarse con movimientos adversos extremos, que causan grandes pérdidas.

##### Movimientos más pequeños, más fáciles de obtener
Un cambio en el precio es consecuencia del desequilibrio entre los poderes de compra y venta. En la mayor parte del desarrollo de un día, los precios se mantienen estables, moviéndose dentro de un rango pequeño. Esto significa que ni el poder de compra ni el de venta controlan la situación.
Pero se dan ciertas ocasiones en que el precio se mueve hacia una dirección concreta, y es ahí donde los scalpers pueden obtener mayores beneficios.

##### Gran volumen, sumando ganancias
Dado que la ganancia obtenida por acción o contrato es muy pequeña debido a su objetivo de diferencial, necesitan ser negociadas grandes cantidades para conseguir ganancias. La especulación no es adecuada para los operadores de grandes capitales que buscan mover grandes volúmenes en un movimiento, sino para los operadores de pequeños capitales que buscan mover volúmenes más pequeños con mayor frecuencia.

## Factores que afectan a los scalpers

##### Liquidez
La liquidez de un mercado afecta el rendimiento del scalping. Cada producto dentro del mercado recibe una difusión diferente, debido a los diferenciales de éstos. Cuanto más líquidos son los mercados y los productos, más ajustados son los diferenciales. A algunos traders les gusta operar en un mercado más líquido, ya que pueden entrar y salir de grandes posiciones fácilmente sin un impacto adverso en el mercado. A otros traders les gusta operar en mercados menos líquidos, que normalmente tienen un diferencial de oferta y demanda significativamente mayor.

##### Volatilidad
A diferencia de otros estilos de trading, a los scalpers les gustan los productos estables o poco volátiles. Imagínese si su precio no se mueve todo el día, los scalpers pueden obtener ganancias todo el día simplemente colocando sus pedidos en la misma oferta y demanda, realizando cientos o miles de intercambios. No necesitan preocuparse por los cambios repentinos de precios.

##### Marco de tiempo
Los scalpers operan en un marco de tiempo muy corto, buscando beneficiarse de las olas del mercado que a veces son demasiado pequeñas para verse incluso en el gráfico de un minuto. Esto maximiza la cantidad de movimientos durante el día que el trader puede usar para obtener ganancias.

##### Gestión de riesgos
En lugar de buscar una gran operación, como lo haría un trader de tendencias, el scalper busca cientos de pequeñas ganancias a lo largo del día. En este proceso, también puede tener cientos de pequeñas pérdidas durante el mismo período de tiempo. Por esta razón, un scalper debe tener una gestión de riesgos muy estricta que nunca permita que las pérdidas se acumulen demasiado.

## Diferentes estrategias de scalping

##### Scalping con medias móviles
Es una estrategia en la que se toman múltiples medias móviles (por lo general, un par de medias móviles a corto plazo combinadas con una a largo plazo) con el fin de indicar una tendencia general y ejecutar operaciones en consecuencia.

##### Trading de scalping con RSI
Esta estrategia implica utilizar el Índice de Fuerza Relativa, o RSI (Relative Strength Index), para identificar los puntos de entrada al mercado consistentes con una tendencia predominante. Por ejemplo, podría utilizar el RSI para determinar el impulso del precio de las acciones de Apple y ver que hay caídas constantes en la tendencia alcista. El objetivo sería capitalizar estas caídas y comprar cuando se produzcan, vendiendo de nuevo cuando la subida consistente se produzca de nuevo en un corto periodo de tiempo.

##### Scalping basado en el oscilador estocástico
Un oscilador estocástico le permite comparar el precio actual de un valor con su rango más reciente durante un corto periodo de tiempo. Puede utilizar un oscilador para captar pequeños movimientos dentro de un mercado de tendencia para un determinado valor, ya que el oscilador le permitirá identificar puntos de entrada.
Por ejemplo, si el precio del oro en un intervalo de tres minutos se está moviendo al alza, un oscilador podría mostrar que esta subida se está produciendo en forma de picos y valles gradualmente crecientes. El objetivo sería comprar durante el "valle" y vender durante el pico para obtener beneficios. Por supuesto, si está tomando una posición en corto, debería hacer justo lo contrario.

## Ventajas y desventajas para hacer el scalping

##### Ventajas
Rápidas Ganancias: El scalping permite obtener ganancias en un corto período de tiempo, ya que se busca aprovechar movimientos de precios muy pequeños. Esto puede ser beneficioso para los traders que buscan resultados inmediatos.
Menor Exposición al Mercado: Dado que las operaciones se mantienen abiertas durante un corto período, los traders están menos expuestos a eventos de mercado imprevistos que podrían ocurrir en el transcurso de días o semanas.
Autonomía, tú serás el encargado de tus operaciones, no dependerás de nadie más.

##### Desventajas
Costos de Transacción: Debido al alto número de operaciones realizadas en scalping, los costos de transacción, como comisiones y spreads, pueden acumularse y reducir las ganancias netas.
Estrés Psicológico: La velocidad y la frecuencia de las operaciones en scalping pueden generar estrés psicológico en los traders, lo que puede afectar su toma de decisiones y su bienestar general.
Mayor Monitoreo: El scalping requiere una atención constante al mercado y a las operaciones abiertas debido a su naturaleza intradía. Esto puede ser agotador y limitar la flexibilidad del trader.